# René Dereuddre
René Dereuddre (ur. 22 czerwca 1930 w Bully-les-Mines, zm. 16 kwietnia 2008 w Le Mans) – francuski piłkarz grający na pozycji pomocnika. W swojej karierze rozegrał 6 meczów w reprezentacji Francji i strzelił w niej 1 gola.

## Kariera klubowa
Karierę piłkarską Dereuddre rozpoczął w klubie ES Bully. Następnie został zawodnikiem CO Roubaix-Tourcoing. W sezonie 1950/1951 zadebiutował w nim w pierwszej lidze francuskiej. Grał w nim do końca sezonu 1952/1953 i wtedy też do Toulouse FC. W sezonie 1954/1955 wywalczył z Toulouse wicemistrzostwo Francji. Z kolei w 1957 roku zdobył z nim Puchar Francji. W Toulouse grał do 1957 roku.
Latem 1957 Dereuddre przeszedł do RC Lens. Spędził w nim sezon, a od 1958 do 1959 roku występował w Angers SCO. W 1959 roku został zawodnikiem drugoligowego FC Nantes, a w 1961 roku trafił do FC Grenoble. W 1962 roku awansował z nim z drugiej do pierwszej ligi, a w 1964 roku odszedł do amatorskiego US Le Mans. W 1967 roku zakończył w nim swoją karierę.
| Sezon   | Klub                 | Kraj    | Rozgrywki  | Mecze | Bramki |
| ------- | -------------------- | ------- | ---------- | ----- | ------ |
| 1950/51 | CO Roubaix-Tourcoing | Francja | Division 1 | 25    | 7      |
| 1951/52 | CO Roubaix-Tourcoing | Francja | Division 1 | 32    | 8      |
| 1952/53 | CO Roubaix-Tourcoing | Francja | Division 1 | 11    | 3      |
| 1953/54 | Toulouse FC          | Francja | Division 1 | 34    | 10     |
| 1954/55 | Toulouse FC          | Francja | Division 1 | 33    | 9      |
| 1955/56 | Toulouse FC          | Francja | Division 1 | 34    | 8      |
| 1956/57 | Toulouse FC          | Francja | Division 1 | 30    | 13     |
| 1957/58 | RC Lens              | Francja | Division 1 | 30    | 6      |
| 1958/59 | Angers SCO           | Francja | Division 1 | 38    | 9      |
| 1959/60 | Angers SCO           | Francja | Division 1 | 9     | 1      |
| 1959/60 | FC Nantes            | Francja | Division 2 | 24    | 10     |
| 1960/61 | FC Nantes            | Francja | Division 2 | 34    | 11     |
| 1961/62 | Grenoble FC          | Francja | Division 2 | 34    | 7      |
| 1962/63 | Grenoble FC          | Francja | Division 1 | 33    | 0      |
| 1963/64 | Grenoble FC          | Francja | Division 2 | 29    | 6      |

## Kariera reprezentacyjna
W reprezentacji Francji Dereuddre zadebiutował 30 maja 1954 roku w zremisowanym 3:3 towarzyskim meczu z Belgią. W 1954 roku został powołany do kadry na mistrzostwa świata w Szwajcarii. Na tym turnieju zagrał w dwóch meczach: z Jugosławią (0:1) i z Meksykiem (3:2). Od 1954 do 1957 roku rozegrał w kadrze narodowej 6 meczów i strzelił w nich 1 gola.
| Mecze i gole w reprezentacji | Mecze i gole w reprezentacji | Mecze i gole w reprezentacji | Mecze i gole w reprezentacji | Mecze i gole w reprezentacji | Mecze i gole w reprezentacji | Mecze i gole w reprezentacji |
| #                            | Data                         | Stadion                      | Rywal                        | Wynik                        | Gol                          | Rozgrywki                    |
| 1954                         | 1954                         | 1954                         | 1954                         | 1954                         | 1954                         | 1954                         |
| ---------------------------- | ---------------------------- | ---------------------------- | ---------------------------- | ---------------------------- | ---------------------------- | ---------------------------- |
| 1.                           | 30.05.1954                   | Bruksela, Belgia             | Belgia                       | 3:3                          | 0                            | towarzyski                   |
| 2.                           | 16.06.1954                   | Lozanna, Szwajcaria          | Jugosławia                   | 0:1                          | 0                            | MŚ 1954                      |
| 3.                           | 19.06.1954                   | Genewa, Szwajcaria           | Meksyk                       | 3:2                          | 0                            | MŚ 1954                      |
| 4.                           | 16.10.1954                   | Hanower, RFN                 | RFN                          | 3:1                          | 0                            | towarzyski                   |
| 5.                           | 11.11.1954                   | Paryż, Francja               | Belgia                       | 2:2                          | 0                            | towarzyski                   |
| 1957                         |                              |                              |                              |                              |                              |                              |
| 6.                           | 02.06.1957                   | Nantes, Francja              | Islandia                     | 8:0                          | 1                            | el. MŚ 1958                  |